# Ретиарий
Ретиа́рий (лат. retiarius — «боец с сетью») — один из видов гладиаторов.
Снаряжение этого гладиатора должно было напоминать рыбака, его вооружение состояло из сети, которой он должен был опутать противника, трезубца и кинжала, а доспехи ограничивались наручем и наплечником, который закрывал плечо и левую часть груди. Ретиарий был одет в традиционный вид нижней одежды (subligaculum), удерживаемой широким кожаным поясом, иногда — в лёгкую тунику.
Ретиарий традиционно выставлялся против секутора — гладиатора с мечом и щитом. Ретиарий компенсировал отсутствие защитного снаряжения своей скоростью и ловкостью, чтобы, избегая атак соперника, выжидать возможности нанести удар. Сначала он пытался забросить свою сеть над противником. Если ему удавалось опутать противника, то он атаковал его трезубцем. При другой тактике ретиарий пытался выхватить оружие у противника с помощью сети, тем самым обезоружив его.
Ретиарий был одним из легковооружённых бойцов, вес его экипировки составлял 7—8 кг (2—3 из них приходились на сеть).